# Mega Shark Versus Giant Octopus
Mega Shark Versus Giant Octopus é um filme de Monstro e de Desastre  por The Asylum , lançado em 19 de maio de 2009 nos Estados Unidos e em 7 de agosto de 2009, no Reino Unido. Foi dirigido por Ace Hannah e as estrelas são a cantora Deborah Gibson eo ator Lorenzo Lamas . Apesar de ter sido recebida com uma reação negativa dos críticos pelo seu enredo estranho, é sem dúvida o filme mais popular de The Asylum até o momento. O filme é sobre a busca por dois monstros marinhos pré-históricos, causando caos e carnificina no mar. Este filme também é notável como um dos filmes americanos muito poucos para caracterizar um homem americano asiático como um papel romântico como o personagem de Vic Chao Dr. Seiji Shimada, serve como um interesse amoroso para a personagem de Gibson, Emma MacNeil.

## Sinopse
Cientistas descobrem sob uma camada de gelo um tubarão e um polvo de proporções assustadoras.Mas, acidentalmente estas criaturas são liberadas e logo começam a destruir tudo.Plataformas Marítimas, navios e cidades estão na frente destes monstros e eles estão com muita fome,e várias vezes tentam matar o outro.

## Elenco
- Debbie Gibson como Emma MacNeil
- Lorenzo Lamas como Allan Baxter
- Vic Chao como Dr. Seiji Shimada
- Mark Hengst como Dick Richie
- Sean Lawlor como Lamar Sanders
- Dean Kreyling como Sub Capitão dos EUA
- Stephen Blackehart como Sub-Chefe Sonas dos EUA
- Larry Wang Parrish como Capitão japonês Typhoon
- Douglas N. Hachiya como Tecnologia sonas Japonesa
- Jay Beyers como piloto oficial
- Stefanie Gernhauser como Sub Comandante. Francoise Riley
- Jonathan Nation como Vince
- Russ Kingston como almirante Scott
- Cooper Harris como Tecnologia Sonar Destroyer dos EUA
- Dustin Harnish como Sub Timoneiro EUA
- Colin Broussard como Homem de Radio